# 澤大知
澤 大知（さわ だいち、1996年（平成8年） - 2021年（令和3年）10月）は、日本の小説家。

## 人物・経歴
神奈川県相模原市生まれ。
2021年、「眼球達磨式」で第58回文藝賞を受賞。その後、贈呈式が同年11月中旬に明治記念館で執り行われる予定であったが、2022年1月に河出書房新社より、2021年10月に不慮の事故で死去していたことを発表した。2021年11月16日に刊行予定であった『眼球達磨式』の発売は延期され、2022年3月14日に単行本として刊行された。

## 作品リスト

### 単行本
- 『眼球達磨式』（河出書房新社、2022年3月14日。ISBN 978-4-309-03013-5）
  - 「眼球達磨式」-『文藝』2021年冬季号